# Rebulite
La rebulite è un minerale.